# Acropsopilio venezuelensis
Espèce
Acropsopilio venezuelensis est une espèce d'opilions dyspnois de la famille des Acropsopilionidae.

## Distribution
Cette espèce est endémique du District de la capitale au Venezuela. Elle se rencontre dans la cordillère de la Costa vers El Junquito.

## Systématique et taxinomie
Cette espèce a été décrite par González-Sponga en 1995.

## Étymologie
Son nom d'espèce, composé de venezuel[a] et du suffixe latin -ensis, « qui vit dans, qui habite », lui a été donné en référence au lieu de sa découverte, le Venezuela.

## Publication originale
- González-Sponga, 1995 : « Arácnidos de Venezuela. Nueva especie del género Acropsopilio de la Cordillera de la costa (Caddidae). » Boletin de la Academia de Ciencias Físicas Matemáticas y Naturales, vol. 52, p. 43–51.